# Наступний гол — переможний (фільм, 2023)
«Наступний гол — переможний» (англ. Next Goal Wins) — спортивний комедійно-драматичний фільм режисера Тайки Вайтіті за сценарієм Вайтіті та Ієна Морріса. Фільм заснований на однойменному документальному фільмі Майка Бретта і Стіва Джеймісона 2014 року про намагання голландсько-американського тренера Томаса Ронгена вивести національну збірну Американського Самоа з футболу, яка вважається найслабшою футбольною командою світу, до кваліфікації Чемпіонату світу з футболу 2014 року.
Майкл Фассбендер зіграв роль Ронгена разом із Елізабет Мосс, Кайманою, Рейчел Хаус, Улі Латукефу, Рисом Дарбі та Віллом Арнеттом, який замінив Армі Хаммера на перезйомках. Зйомки розпочалися в Гонолулу в листопаді 2019 року.

## Сюжет
Голландсько-американський футбольний тренер Томас Ронген має завдання перетворити збірну Американського Самоа, яка вважається однією з найслабших футбольних команд світу, в елітну команду.

## Актори
| Актор            | Роль         |
| ---------------- | ------------ |
| Майкл Фассбендер | Томас Ронген |
| Каймана          | Джайя Саелуа |
| Елізабет Мосс    | Гейл         |
| Френкі Адамс     | Франжипані   |

## Український Дубляж
- Студія: Постмодерн[8]
- Режисерка дублювання: Світлана Шекера
- Перекладачка: Катерина Щепковська
- Звукорежисер: Андрій Желуденко
- Координатор проекту: Юлія Зинич

Ролі дублювали:
- Томас Ронґен - Роман Чорний
- Тавата - Михайло Войчук
- Джая - Євген Лісничий
- Ейс - Дмитро Вікулов
- Рут - Вікторія Білан
- Дару - Андрій Соболєв
- Священник - Дмитро Терещук
- Алекс Маґнусен - Петро Сова
- Гейл - Катерина Брайковська
- Нікі Салапу - В'ячеслав Хостікоєв
- Рембо - Олександр Погребняк
- Репортер - Олексій Сафін
- Ріс Марлін - Олександр Шевчук
- Анґус Бендлетон - Роман Молодій
- Ніколь - Юлія Перенчук

А також: Юрій Кудрявець, Кирило Татарченко, Юрій Сосков, Максим Самчик, Сергій Солопай, Людмила Петриченко, Віталій Ізмалков, Аліна Проценко, Роман Солошенко, В'ячеслав Дудко, Едуард Кіхтенко, Сергій Гутько, Еліна Сукач, Дмитро Тварковський,

## Виробництво
У серпні 2019 року було оголошено, що Fox Searchlight Pictures створила спочатку невизначений проект, у якому Тайка Вайтиті буде писати та керувати. Пізніше виявилося, що це повнометражна екранізація документального фільму Next Goal Wins. Вайтіті, Гаррет Баш і Джонатан Кавендіш виступають продюсерами, а Енді Серкіс, Вілл Теннант і Кетрін Дін — виконавчими продюсерами.
Основні зйомки почалися в листопаді 2019 року в Гонолулу, Гаваї, і закінчилися в січні 2020 року У грудні 2021 року було оголошено, що Хаммера замінив Вілл Арнетт під час перезйомок, частково через звинувачення в аб'юзі, висунуті проти Хаммера в січні 2021 року.